# Antsiranana
Antsiranana, także Antseranana (dawniej Diégo-Suarez) – miasto na północy Madagaskaru, stolica regionu Diana. Według spisu z 2018 roku liczy 129,3 tys. mieszkańców, siódme co do wielkości miasto kraju. Jeden z ważniejszych portów Madagaskaru, baza marynarki wojennej ukształtowanej za czasów francuskiej administracji. W mieście znajduje się też port lotniczy. Miasto jest siedzibą Uniwersytetu Północnego Madagaskaru założonego w latach 70. XX wieku.

## Geografia i demografia
Miasto zlokalizowane jest na północnym krańcu wyspy Madagaskar. Od południa otaczają go lasy, zaś niedaleko od nich znajduje się najwyższy szczyt kraju – Maromokotro (prawie 2900 m).
W 1990 mieszkało tu 54,5 tys. ludzi, zaś trzy lata później już ponad 59 tys. osób.

## Nazwa
Według Marka Eveleigha, Antsiranana w języku malgaskim oznacza dosłownie „tam, gdzie jest sól” (ang. „where there is salt”). Do 1975 roku miasto nosiło nazwę Diégo-Suarez, a tę nazwę nadano na cześć dwóch portugalskich żeglarzy Diogo Diasa i Fernando Suàreza, którzy odkryli Madagaskar na początku XVI wieku, oraz na cześć Diogo Soaresa, portugalskiego żeglarza, który odwiedził te tereny w 1543 roku.

## Historia
W 1885 roku Francuzi wybudowali tu bazę wojskową. W 1942 roku miała tu miejsce bitwę o Madagaskar, w której poległo wielu brytyjskich żołnierzy. Wielu z nich pochowano na cmentarzu w Diégo-Suarez (ówczesna nazwa Antsiranany). Do uzyskania przez Madagaskar niepodległości, port w Antsirananie służył Francuzom.
29 kwietnia 1989 roku w Antsirananie gościł papież Jan Paweł II, który odprawił mszę świętą na tutejszym lotnisku w ramach swojej 41. pielgrzymki.

## Gospodarka
Tutejszy przemysł, z racji położenia tego miasta, opiera się głównie na budowie i naprawie statków. Produkuje się tu też m.in.: mydło, sól, substancje chemiczne oraz przetworzoną żywność. Najczęściej uprawia się tu ryż, maniok, wanilię, orzeszki ziemne i trzcinę cukrową.

## Klimat
Według klasyfikacji Köppena, Antsiranana należy do klimatu sawann, w którym pora sucha występuje podczas dni dłuższych. Średnia roczna temperatura wynosi 25,6 °C, zaś średnia roczna suma opadów około 1200 mm. Najcieplej jest w grudniu, a najchłodniej w lipcu.
| Miesiąc                                                         | Sty | Lut | Mar | Kwi | Maj | Cze | Lip | Sie | Wrz | Paź | Lis | Gru | Roczna |
| --------------------------------------------------------------- | --- | --- | --- | --- | --- | --- | --- | --- | --- | --- | --- | --- | ------ |
| Rekordy maksymalnej temperatury [°C]                            | 36  | 33  | 37  | 37  | 36  | 32  | 32  | 35  | 32  | 37  | 37  | 38  | 38     |
| Średnie temperatury w dzień [°C]                                | 29  | 28  | 30  | 30  | 29  | 28  | 27  | 27  | 28  | 29  | 30  | 30  | 29     |
| Średnie temperatury w nocy [°C]                                 | 24  | 23  | 23  | 23  | 23  | 21  | 21  | 21  | 21  | 22  | 23  | 24  | 22     |
| Rekordy minimalnej temperatury [°C]                             | 20  | 17  | 17  | 17  | 15  | 12  | 13  | 15  | 16  | 16  | 13  | 16  | 12     |
| Opady [mm]                                                      | 339 | 305 | 182 | 58  | 17  | 21  | 21  | 21  | 11  | 20  | 57  | 175 | 1227   |
| Średnia liczba dni deszczowych                                  | 13  | 12  | 11  | 8   | 5   | 5   | 7   | 8   | 5   | 7   | 6   | 11  | 98     |
| Źródło: Weatherbase, Weather2travel.com (opady) 22 grudnia 2014 |     |     |     |     |     |     |     |     |     |     |     |     |        |